# ʿAin al-Muschāsch
ʿAin al-Muschāsch (arabisch عين المشاش, DMG ʿAin al-Mušāš) war der Name einer Quelle in den Bergen nordöstlich von Mekka sowie einer von Zubaida bint Dschaʿfar im Jahr 809/810 erbauten Rohrleitung, die Wasser von dieser Quelle nach Mekka führte. Die ʿAin al-Muschāsch bildete im 9. Jahrhundert die Grundlage der mekkanischen Wasserversorgung. Ob sie in der Zeit danach noch funktionierte, ist unklar, doch wird angenommen, dass die Leitung ʿAin Bāzān bzw. ʿAin Hunain, die im Jahr 1326 von Amīr Tschūpān freigelegt wurde, mit der ʿAin al-Muschāsch weitgehend identisch war. In historiographischen Werken des 16. Jahrhunderts wird die ʿAin al-Muschāsch als einer der Zuläufe der ʿAin-Hunain-Leitung erwähnt.

## Lage
Der sulamitische Autor ʿArrām ibn al-Asbagh (gest. 888), der ein Buch über die Geographie der Tihāma verfasst hat, wird mit der Aussage zitiert, dass al-Muschāsch zu den Gewässern der Berge von at-Tā'if gehört. Aus einem Gedicht, das in dem Manāsik-Werk von Abū Ishāq al-Harbī (gest. 898) überliefert ist, geht hervor, dass al-Muschāsch auf dem Karawanenweg vom Irak nach Mekka lag und die letzte Station vor Erreichen der Heiligen Stadt war. Die Mekka-Pilger konnten bei der Quelle von al-Muschāsch ihren Durst stillen. Die nächsten Orte auf dem Weg in Richtung des Irak waren an-Nachla, auch al-Bustān genannt, und Qarn al-Manāzil. Man konnte von dort aus auch at-Tā'if erreichen. Der Geograph Abū ʿUbaid al-Bakrī (gest. 1094) gibt an, dass Muschāsch zwischen Mekka und dem Gebiet der Banū Sulaim lag und eine halbe Tagesreise von Mekka entfernt war.

## Bau der Wasserleitung durch Zubaida
Anlass für die Erbauung der Leitung war nach al-Azraqī eine große Wasserknappheit in Mekka im Jahre 194 der Hidschra (= 809/810 n. Chr.), für die Zubaida bint Dschaʿfar Abhilfe zu schaffen suchte. Sie versuchte zunächst auf dem Gebiet des Haram geeignete Wasserquellen zu finden, was aber misslang. Deshalb ließ sie außerhalb des Haram nach Wasser suchen, bis sie zu den Bergen von Thanīyat Chall gelangte. Auch dort musste man erst nach Wasser graben. Zubaida gab enorm große Geldbeträge dafür aus. Schließlich konnte sie das Wasser von verschiedenen Quellen nach Mekka leiten. Dazu gehörte die Quelle von al-Muschāsch (ʿAin al-Mušāš), für die sie einen Teich anlegen ließ, der bei starken Regenfällen das Wasser auffing. Ihm leitete sie verschiedene Quellen von Hunain zu. Dafür kaufte sie den Garten (ḥāʾiṭ) von Hunain und leitete das Wasser seiner Quelle in den Teich. An dem Garten selbst ließ sie einen Damm anlegen, so dass sich das Wasser bei starken Regenfällen darin sammelte.
Endpunkt der neuen Leitung war ein Becken im oberen Teil von Mekka, das nach Zubaida Birkat Umm Dschaʿfar genannt wurde. Das Becken befand sich direkt an der Grenze des Haram an der Straße in den Irak. An dem Becken wurde eine auf das Jahr 194 datierte Inschrift angebracht, die Zubaida als Erbauerin des Beckens und der Wasserleitung auswies.
Die ʿAin-al-Muschāsch-Quelle wird auch in dem kulturgeschichtlichen Werk Murūdsch adh-Dhahab von al-Masʿūdī (gest. 957) erwähnt. Der Verfasser zitiert dort den chorasanischen Geschichtsschreiber ʿAlī ibn Muhammad al-ʿAbdī, der ein Gefährte des Kalifen al-Qāhir (reg. 932–934) war, mit der Aussage, dass Zubaida diese Quelle ausgegraben und dann ihr Wasser über eine Strecke von 12 Meilen über sehr unebenen Boden bis nach Mekka geführt habe. Insgesamt habe sie dafür einen Betrag von 1.700.000 Dinar ausgegeben.

## Nachrichten über Ort und Leitung im 9. Jahrhundert
Während des alidischen Aufstands der Jahre 200/201 (= 815/16 n. Chr.) zogen sich die abbasidischen Gouverneure von Mekka und dem Jemen nach al-Muschāsch zurück und schlugen dort ihr Lager auf.
Im Jahre 210 (= 825/26 n. Chr.) beauftragte der abbasidische Kalif al-Ma'mūn seinen Verwandten Sālih ibn al-ʿAbbās, die Wasserleitung bis in den unteren Teil von Mekka zu verlängern, damit die Bewohner der anderen Stadtteile für ihr Wasser nicht mehr in den oberen Teil der Stadt laufen mussten. In den anderen Stadtteilen ließ er weitere Becken anlegen, so am unteren Ende zwei Becken, die al-Mādschilān („die zwei Zisternen“) genannt wurden.
At-Tabarī berichtet in seiner Weltchronik, dass Muschāsch, „die Quelle Mekkas“, im Jahre 245 (= 859/60 n. Chr.) austrocknete, so dass der Schlauch Wasser 80 Dirham kostete. Die Mutter des Kalifen al-Mutawakkil schickte daraufhin Geld nach Mekka, damit man sie wieder zum Laufen brachte. Der mekkanische Autor al-Fākihī, der in der zweiten Hälfte des 9. Jahrhunderts ein Geschichtswerk über Mekka schrieb, wiederholt darin die Aussagen von al-Azraqī fast wörtlich und ergänzt, dass die Mekkaner von dem Wasser der von Zubaida angelegten Leitung „bis zum heutigen Tage“ trinken. Im Jahre 268 (= 881/882 n. Chr.) zog aber der frühere Statthalter Abū l-Mughīra al-Machzūmī, der sich den Zandsch angeschlossen hatte, zur Muschāsch-Quelle und zerstörte ihre Anlagen.

## Die ʿAin Muschāsch nach dem 9. Jahrhundert
Wie lange die Rohrleitung, die Wasser von Muschāsch und Hunain nach Mekka führte, funktionierte, ist unklar. Der syrische Geschichtsschreiber Sibt Ibn al-Dschauzī (gest. 1256) erwähnt in seiner Weltchronik Mirʾāt az-zamān fī tawārīḫ al-aʿyān, dass im Jahre 466 der Hidschra (= 1073/74 n. Chr.) ein Perser mit dem Namen Abū n-Nadīr al-Istarābādhī in Mekka auftrat, um im Auftrag des Kerman-Seldschuken Sultān-Schāh verschiedene Baumaßnahmen durchzuführen. Dazu habe auch gehört, dass „er das Wasser von ʿArafāt nach Mekka leitete, und zwar in Qanāten, die bereits Zubaida angelegt hatte, die aber verschwunden waren und in Trümmern lagen“. Möglicherweise gehörten die hier genannten Qanāte zur ʿAin al-Muschāsch.
Außerdem wird vermutet, dass die ʿAin Bāzān bzw. ʿAin Hunain, eine Wasserleitung, die Amīr Tschūpān, im Jahre 726 (= 1325/26 n. Chr.) ausgraben und wiederherstellen ließ, mit der Leitung von ʿAin al-Muschāsch identisch war.
Ab dem frühen 16. Jahrhundert erscheint die ʿAin Muschāsch wieder als eine eigenständige Quelle. Der mekkanische Geschichtsschreiber Qutb ad-Dīn an-Nahrawālī (gest. 1582) erwähnt sie unter den sieben Zuläufen der ʿAin Hunain. Sein Neffe ʿAbd al-Karīm al-Qutbī (gest. 1605) berichtet, dass die ʿAin al-Muschāsch fließe, aber bei Regenmangel nur schwach sei, ihr Ort jedoch bekannt sei.

## Belege
1. ↑  Yāqūt ar-Rūmī: Kitāb Muʿǧam al-buldān. Ed. Ferdinand Wüstenfeld. Brockhaus, Leipzig, 1867. Bd. IV, S. 536. Digitalisat
2. ↑  al-Ḥarbī: Kitāb al-Manāsik. 1969, S. 555.
3. ↑  al-Ḥarbī: Kitāb al-Manāsik. 1969, S. 555, 645.
4. ↑  Abū ʿUbaid al-Bakrī: Kitāb Muʿǧam mā staʿǧam. Ed. Ferdinand Wüstenfeld. 2 Bde. Göttingen/Paris 1876. Bd. II, S. 560, Digitalisat
5. ↑  al-Azraqī: Aḫbār Makka wa-mā ǧāʾ a fī-hā min al-āṯār. 2003, S. 854f.
6. ↑  al-Azraqī: Aḫbār Makka wa-mā ǧāʾ a fī-hā min al-āṯār. 2003, S. 855.
7. ↑  al-Ḥarbī: Kitāb al-Manāsik. 1969, S. 471.
8. ↑  al-Fākihī: Aḫbār Makka fī qadīm ad-dahr wa-ḥadīṯihī. 1994, Bd. III, S. 152f.
9. ↑  Al-Masʿūdī: Murūǧ aḏ-ḏahab wa-maʿādin al-ǧauhar. Texte et traduction par Barbier de Meynard et Pavet de Courteille. 9 Bde. Paris 1861–1877. Bd. VIII, S. 297. Digitalisat
10. ↑  aṭ-Ṭabarī: Taʾrīḫ al-rusul wa-l-mulūk. 1879–1901. Bd. III, S. 982, 987.
11. ↑  al-Azraqī: Aḫbār Makka wa-mā ǧāʾ a fī-hā min al-āṯār. 2003, S. 856f.
12. ↑  aṭ-Ṭabarī: Taʾrīḫ al-rusul wa-l-mulūk. 1879–1901. Bd. III, S. 1440, Z. 6–8.
13. ↑  al-Fākihī: Aḫbār Makka fī qadīm ad-dahr wa-ḥadīṯihī. 1994, Bd. III, S. 152f.
14. ↑  Ferdinand Wüstenfeld: Geschichte der Stadt Mekka, nach den arabischen Chroniken bearbeitet. Leipzig 1861, S. 204. Digitalisat
15. ↑  Sibṭ Ibn al-Ǧauzī: Mirʾāt az-zamān fī tawārīḫ al-aʿyān. Dār ar-Risāla al-ʿĀlamīya, Beirut, 2013. Bd. XIX, S. 280. Digitalisat
16. ↑  Naǧm ad-Dīn ʿUmar ibn Muḥammad Ibn Fahd: Itḥāf al-warā bi-aḫbār Umm al-Qurā.  Ed. Fahīm Muḥammad Šalṭūt. 5 Bde. Ǧāmiʿat Umm-al-Qurā, Markaz al-Baḥṯ al-ʿIlmī wa-Iḥyāʾ at-Turāṯ al-Islāmī, Mekka, 1982–1990. Digitalisat Bd. II, S. 324f.
17. ↑  Quṭb ad-Dīn an-Nahrawālī: Kitāb al-Iʿlām bi-aʿlām bait Allāh al-ḥarām. Ed. Ferdinand Wüstenfeld. Brockhaus, Leipzig, 1857. S. 335f.
18. ↑  ʿAbd-al-Karīm ibn Muḥibb ad-Dīn al-Quṭbī: Iʿlām al-ʿulamāʾ al-aʿlām bi-bināʾ al-Masǧid al-Ḥarām. Dār ar-Rifāʿī, Riyad, 1983. S. 82.